# Hôtel de Champagney

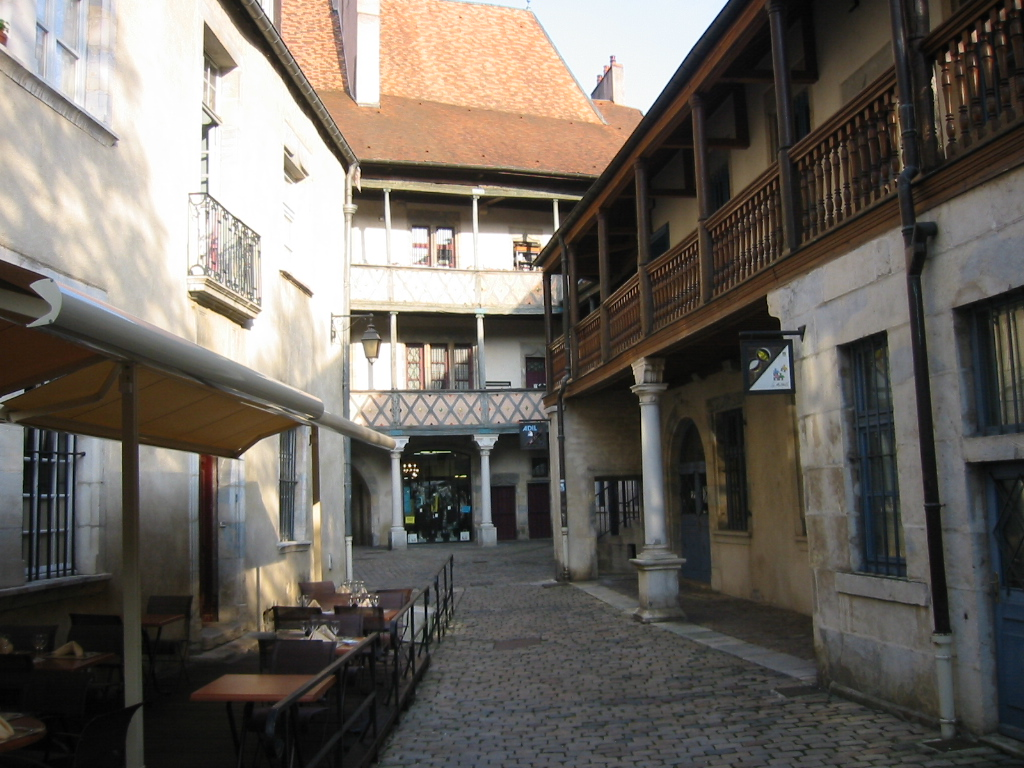
Innenhof des Hôtel de Champagney

Das Hôtel de Champagney in Besançon, einer Stadt im Département Doubs in  der französischen Region Bourgogne-Franche-Comté, ist ein Hôtel particulier aus dem 16. Jahrhundert, das sich an der Rue Battant Nr. 37 befindet. Das Gebäude ist seit 1966 als Baudenkmal (Monument historique) geschützt.
Das Hôtel de Champagney wurde 1565 für Jacques Bonvalot, Seigneur de Champagney, errichtet. Heute ist es im Besitz der Stadt Besançon.
Das Gebäude besitzt zur Straßenseite eine Renaissancefassade mit Sprossenfenstern und Wasserspeiern in Form von Gargouilles. An der Hofseite sind hölzerne Außengalerien auf Säulen ruhend zu sehen.